# Баранья (притока Кавичі)
Баранья  — річка на Камчатці. Протікає територією Мільковського району Камчатського краю Росії .
Довжина річки – 11 км. Впадає в Кавичу зліва за 72 км від гирла  .

## Дані водного реєстру
За даними державного водного реєстру Росії відноситься до Анадиро-Колимського басейнового округу  .
Код водного об'єкта - 19070000112120000013093  .